# A Ngo, A Lưới
A Ngo là một xã miền núi thuộc huyện A Lưới, thành phố Huế, Việt Nam.
Xã A Ngo có diện tích 8,65 km², dân số năm 1999 là 2.404 người, mật độ dân số đạt 278 người/km².

## Hành chính
Tính đến năm 2015 (theo Nghị quyết 09/NQ-HĐND tỉnh), xã A Ngo có 6 thôn: A Ngo, Pơ Nghi 1, Diên Mai, Bình Sơn, Pâr Nghi, Tà Roi.